# Grand Prix de Toulouse
El torneig de Tolosa, conegut amb el nom d'Adidas Open de Toulouse Midi-Pyrénées era una competició tennística masculina que es disputava anualment a Tolosa, França, com un dels torneigs de l'ATP International Series. L'última edició es va disputar l'any 2000.

## Palmarès

### Individual masculí
| Any  | Campió             | Finalista          | Resultat      |
| ---- | ------------------ | ------------------ | ------------- |
| 2000 | Àlex Corretja      | Carles Moyà        | 6−3, 6−2      |
| 1999 | Nicolas Escudé     | Daniel Vacek       | 7−5, 6−1      |
| 1998 | Jan Siemerink      | Greg Rusedski      | 6−4, 6−4      |
| 1997 | Nicolas Kiefer     | Mark Philippoussis | 7−5, 5−7, 6−4 |
| 1996 | Mark Philippoussis | Magnus Larsson     | 6−1, 5−7, 6−4 |
| 1995 | Arnaud Boetsch (2) | Jim Courier        | 6−4, 6−7, 6−0 |
| 1994 | Magnus Larsson     | Jared Palmer       | 6−1, 6−3      |
| 1993 | Arnaud Boetsch     | Cédric Pioline     | 7−6, 3−6, 6−3 |
| 1992 | Guy Forget (3)     | Petr Korda         | 6−3, 6−2      |
| 1991 | Guy Forget         | Amos Mansdorf      | 6−2, 7−6      |
| 1990 | Jonas Svensson     | Fabrice Santoro    | 7−6, 6−2      |
| 1989 | Jimmy Connors (2)  | John McEnroe       | 6−2, 5−7, 6−4 |
| 1988 | Jimmy Connors      | Andrei Chesnokov   | 6−2, 6−0      |
| 1987 | Tim Mayotte        | Ricki Osterthun    | 6−3, 6−3      |
| 1986 | Guy Forget         | Jan Gunnarsson     | 4−6, 6−3, 6−2 |
| 1985 | Yannick Noah (2)   | Tomáš Šmíd         | 6−4, 6−4      |
| 1984 | Mark Dickson       | Heinz Günthardt    | 7−6, 6−4      |
| 1983 | Heinz Günthardt    | Pablo Arraya       | 6−0, 6−2      |
| 1982 | Yannick Noah       | Tomáš Šmíd         | 6−3, 6−2      |

### Dobles masculins
| Any  | Campió                               | Finalista                          | Resultat            |
| ---- | ------------------------------------ | ---------------------------------- | ------------------- |
| 2000 | Julien Boutter Fabrice Santoro       | Donald Johnson Piet Norval         | 7−6(8), 4−6, 7−6(5) |
| 1999 | Olivier Delaître Jeff Tarango        | David Adams John-Laffnie de Jager  | 3−6, 7−6, 6−4       |
| 1998 | Olivier Delaître Fabrice Santoro     | Paul Haarhuis Jan Siemerink        | 6−2, 6−4            |
| 1997 | Jacco Eltingh Paul Haarhuis (2)      | Jean-Philippe Fleurian Max Mirnyi  | 6−3, 7−6            |
| 1996 | Jacco Eltingh Paul Haarhuis          | Olivier Delaître Guillaume Raoux   | 6−3, 7−5            |
| 1995 | Jonas Björkman John-Laffnie de Jager | Dave Randall Greg Van Emburgh      | 7−6, 7−6            |
| 1994 | Menno Oosting Daniel Vacek           | Patrick McEnroe Jared Palmer       | 7−6, 6−7, 6−3       |
| 1993 | Byron Black Jonathan Stark           | David Prinosil Udo Riglewski       | 7−5, 7−6            |
| 1992 | Brad Pearce Byron Talbot             | Guy Forget Henri Leconte           | 6−1, 3−6, 6−3       |
| 1991 | Tom Nijssen Cyril Suk                | Jeremy Bates Kevin Curren          | 4−6, 6−3, 7−6       |
| 1990 | Neil Broad Gary Muller               | Michael Mortensen Michiel Schapers | 7−6, 6−4            |
| 1989 | Mansour Bahrami Éric Winogradsky     | Todd Nelson Roger Smith            | 6−2, 7−6            |
| 1988 | Tom Nijssen Ricki Osterthun          | Mansour Bahrami Guy Forget         | 6−3, 6−4            |
| 1987 | Wojtek Fibak Michiel Schapers        | Kelly Jones Patrik Kühnen          | 6−2, 6−4            |
| 1986 | Miloslav Mečíř Tomáš Šmíd            | Jakob Hlasek Pavel Složil          | 6−2, 3−6, 6−4       |
| 1985 | Ricardo Acuña Jakob Hlasek           | Pavel Složil Tomáš Šmíd            | 3−6, 6−2, 9−7       |
| 1984 | Jan Gunnarsson Michael Mortensen     | Pavel Složil Tim Wilkison          | 6−4, 6−2            |
| 1983 | Heinz Günthardt Pavel Složil         | Bernard Mitton Butch Walts         | 5−7, 7−5, 6−4       |
| 1982 | Pavel Složil Tomáš Šmíd              | Jean-Louis Haillet Yannick Noah    | 6−4, 6−4            |